# Cylinderglas
Cylinderglas är en manuell framställd typ av fönsterglas. Framställningsmetoden tros härstamma från Lorraine-området nära Rhen i nordöstra Frankrike och man har idag belägg för att metoden använts åtminstone så långt tillbaka som på 1100-talet. 

## Blåst glas
Cylindermetoden innebär att en cylinder formas under blåsning och svängning. Ändarna på cylindern sprängs loss och cylindern öppnas i längdaxeln, värms och planas ut. Glaset fick parallella skiftningar och ojämnheter. Cylinderglaset kunde göras mycket tunt och är ganska klart genomskinligt.
Cylindermetoden användes fram till 1920-talet, men därefter kom en mer industriell tillverkningsmetod att ta överhanden; draget glas. Glasskivan drogs ut maskinellt och kontinuerligt ur en smält glasmassa.